# Солнечное затмение 22 июля 2009 года

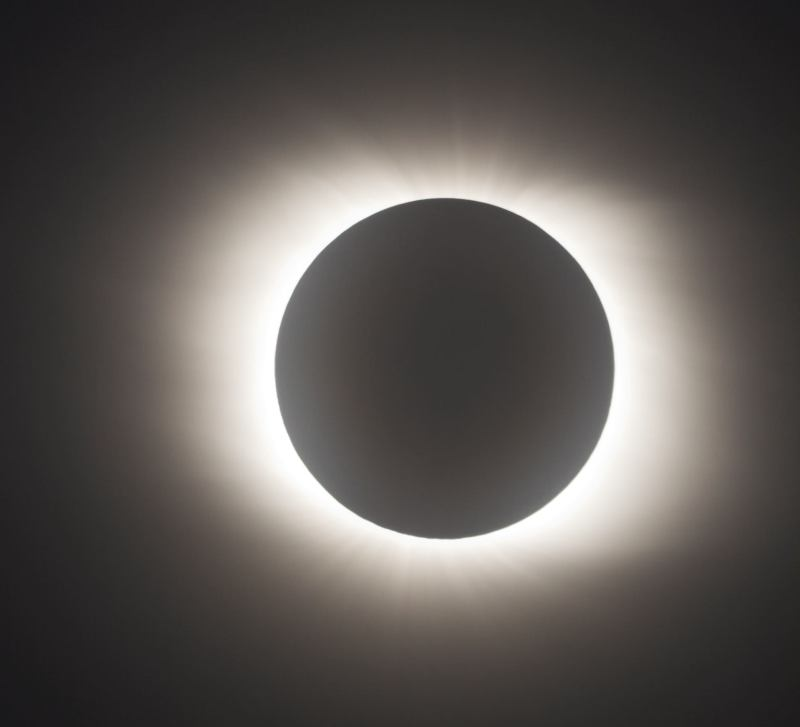
окрестности г. Ханчжоу, провинция Чжэцзян (Китай)

Солнечное затмение 22 июля 2009 года — полное солнечное затмение 136 сароса, которое можно было наблюдать в следующих странах: Индия, Непал, Бутан, Мьянма, Бангладеш, Китай, Япония. Также, затмение было видно на Маршалловых островах и островах Феникс, в Кирибати и в архипелаге Рюкю. Частные фазы затмения были видны на большой части территории юго-восточной Азии, а также частично в южных районах Сибири и Дальнего Востока, Центральной Азии, северо-восточной Океании и в акватории Тихого океана. В 136 саросе это 37 затмение из 71. В XXI веке у этого затмения самая длинная по продолжительности максимальная фаза: 6 минут и 39 секунд.

## Обстоятельства видимости затмения
В таблице ниже перечислены крупные населённые пункты, в которых наблюдалась полная фаза солнечного затмения. По умолчанию, населённые пункты отсортированы по времени наступления затмения. Указанное время — универсальное.
| Нас. пункт | t1       | T1       | Tmax     | T2       | t2       | Фmax  | T3   |
| Сурат      | -        | 00:51:18 | 00:52:55 | 00:54:32 | 01:49:52 | 1.062 | 3:14 |
| Патна      | 23:59:58 | 00:54:40 | 00:56:31 | 00:58:23 | 01:59:29 | 1.066 | 3:46 |
| Варанаси   | 00:00:04 | 00:54:14 | 00:55:45 | 00:57:16 | 01:57:34 | 1.065 | 3:01 |
| Тхимпху    | 00:00:54 | 00:58:01 | 00:59:26 | 01:00:51 | 02:04:47 | 1.067 | 2:53 |
| Чэнду      | 00:07:06 | 01:11:10 | 01:12:48 | 01:14:26 | 02:26:23 | 1.072 | 3:16 |
| Чунцин     | 00:07:59 | 01:13:16 | 01:15:18 | 01:17:22 | 02:30:50 | 1.073 | 4:06 |
| Ухань      | 00:14:54 | 01:23:59 | 01:26:41 | 01:29:24 | 02:46:17 | 1.075 | 5:25 |
| Ханчжоу    | 00:21:26 | 01:34:16 | 01:36:55 | 01:39:35 | 02:59:23 | 1.077 | 5:19 |
| Шанхай     | 00:23:26 | 01:36:48 | 01:39:18 | 01:41:48 | 03:01:38 | 1.077 | 5:00 |

В таблице ниже, приведён список географических объектов, в которых наблюдались наиболее продолжительные фазы солнечного затмения.
| Нас. пункт                       | t1       | T1       | Tmax     | T2       | t2       | Фmax  | T3   |
| Северный Иото                    | 01:00:26 | 02:23:51 | 02:27:08 | 02:30:25 | 03:51:41 | 1.080 | 6:34 |
| 24°12′36″ с. ш. 144°06′24″ в. д. | 01:07:59 | 02:31:58 | 02:35:18 | 02:38:37 | 03:58:52 | 1.080 | 6:38 |

Обозначения: t1 — начало частных фаз затмения, T1 — начало полной фазы затмения, Tmax — момент наибольшей фазы, T2 — окончание полной фазы затмения, t2 — окончание частных фаз затмения, Фmax — максимальная фаза, T3 — длительность полной фазы (T2 — T1).

## Галерея

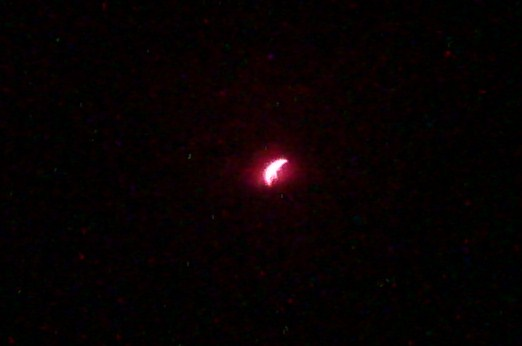
Частичное затмение в Нью-Дели, Индия
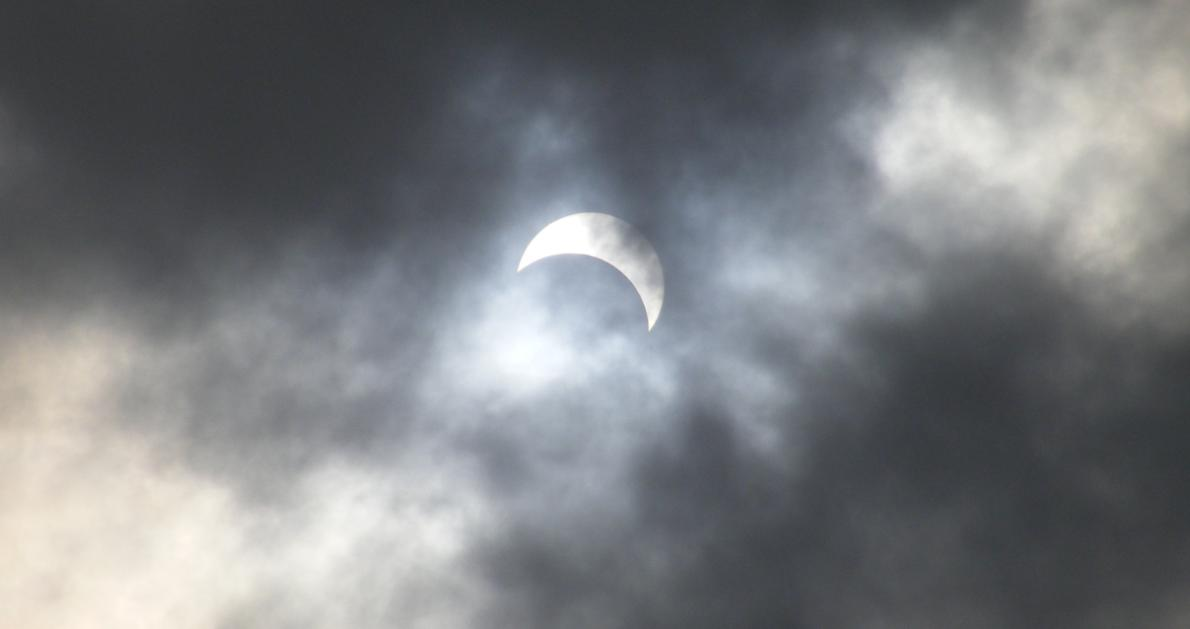
Частичное затмение в Калькутте, Индия
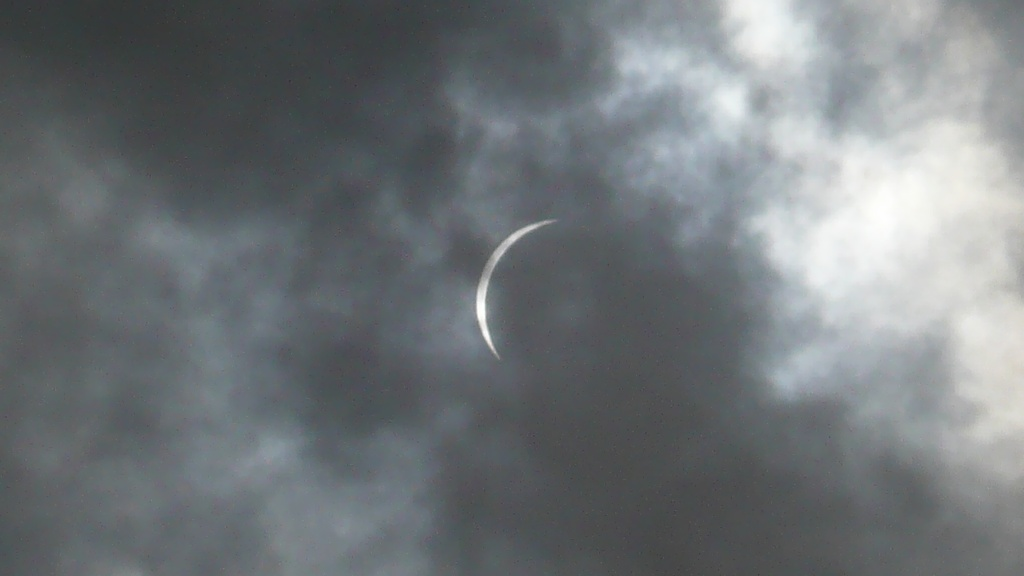
Частичное затмение в Миядзаки, Япония
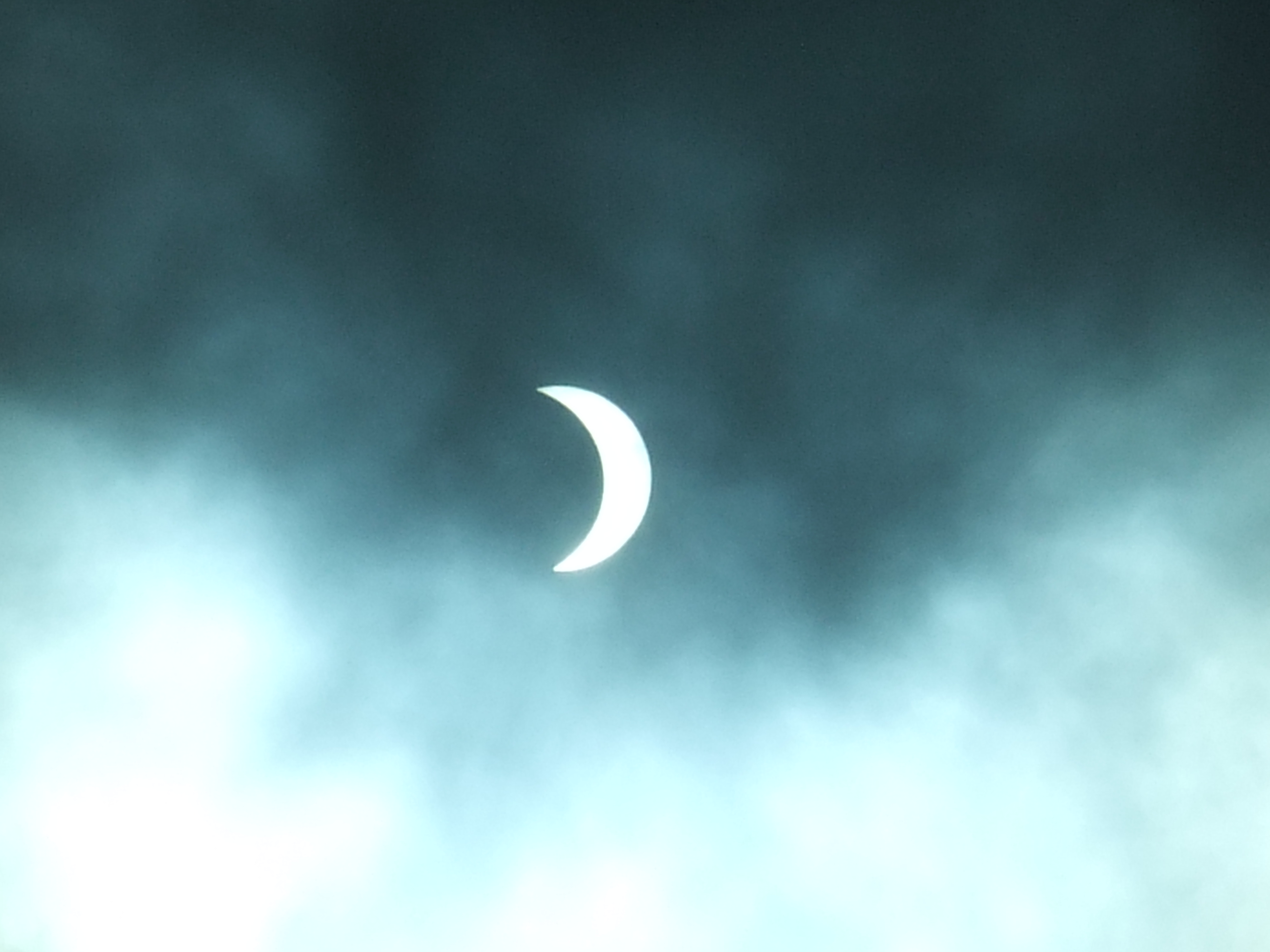
Частичное затмение в Sheung Shui, Гонконг
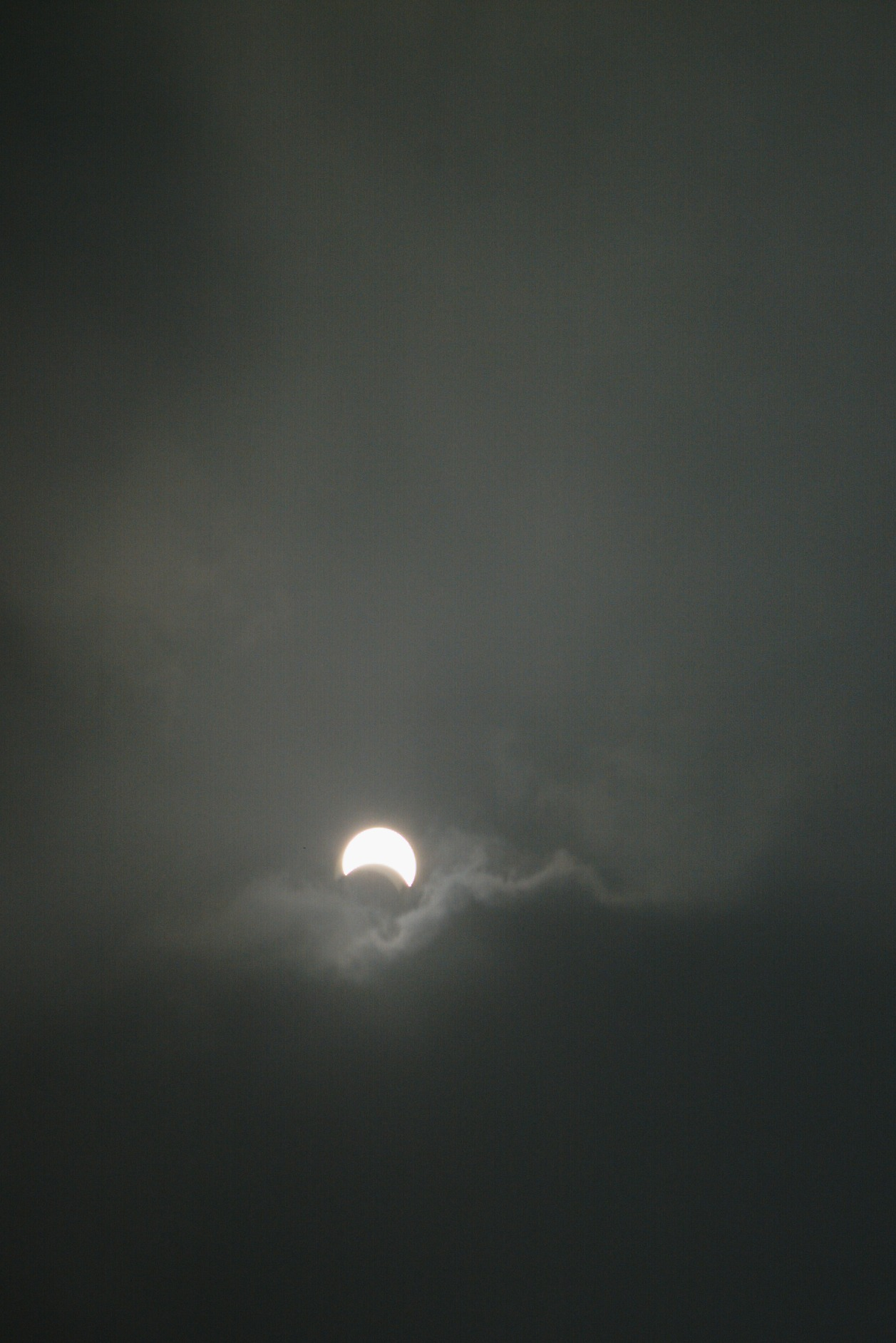
Частичное затмение в Пекине, Китай
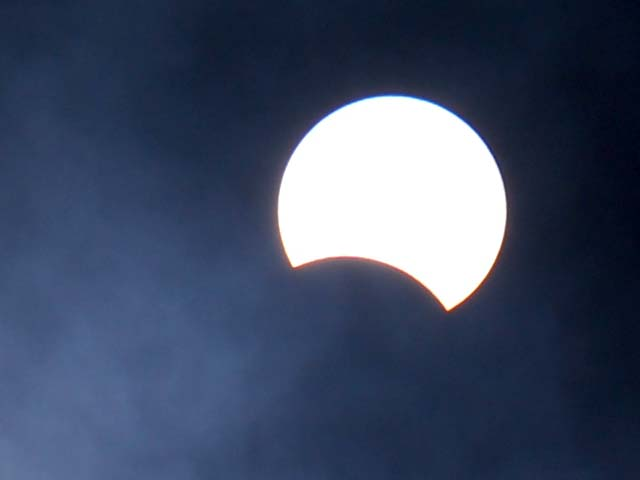
Частичное затмение в Кесон-Сити, Филиппины